# HOPE (Ausschuss)
HOPE (Hospitals for Europe, seit 2004 European Hospital and Healthcare Federation) ist der ständige Ausschuss der Krankenhäuser in Europa. Aufgabe des HOPE ist insbesondere der gegenseitige Informationsaustausch, die Interessenvertretung und die Fort- und Weiterbildung auf europäischer Ebene. Sitz der 1996 gegründeten Vereinigung ist Brüssel.
Mitglieder von HOPE sind die nationalen Spitzenverbände der Krankenhäuser sowie Vertreter der Gesundheitsbehörden aus den EU-Ländern und dem Vereinigten Königreich sowie der Schweiz und Serbien. Deutschland wird bei HOPE von der Deutschen Krankenhausgesellschaft (DKG) vertreten. Aufgabe der DKG bei HOPE ist es unter anderem, die nationale Koordination für den HOPE-Austausch zu übernehmen. Österreich wird durch das Bundesministerium für Soziales, Gesundheit, Pflege und Konsumentenschutz und die Schweiz durch H+ vertreten. 

## Austauschprogramm
Zweck des Austauschprogrammes ist es, „zu einem tieferen Verständnis der unterschiedlichen Gesundheits- und Krankenhaussysteme innerhalb der EU beizutragen sowie die Zusammenarbeit und den gegenseitigen Austausch des Personals auf europäischer Ebene zu fördern.“
Das HOPE-Austauschprogramm findet jährlich unter wechselndem Motto statt. Das Motto des Jahres 2003 war beispielsweise „Gesundheitswesen in Europa, die Rolle der Krankenhäuser“. Der Austausch des Jahres 2006 befasste sich mit dem Thema „Wartezeiten und Wartelisten“ und der Austausch 2007 wird unter dem Motto geführt „Soziale Faktoren und Unterschiede in der Gesundheit; sozial Determinants and Health Inequalities“. Im Jahre 2003 nahmen beispielsweise 180 Teilnehmer aus 23 Ländern an dem Austausch teil. Davon kamen 15 Teilnehmer aus Deutschland und 11 waren zu Gast in deutschen Krankenhäusern. Das Motto für 2008 lautet: „Improving continuity of care: the role of IT“. Dies bedeutet so viel wie „Verbesserung der Kontinuität der Betreuung: Die Rolle der IT“.
Nach der Bestätigung durch die DKG verfasst der Teilnehmer zusammen mit seinem Gastgeber ein Programm. Schwerpunkte des Programms sollten hierbei das Motto des Austausches sowie Interessen des Teilnehmers sein. Außerdem sollte das Programm einen allgemeinen Überblick über das jeweilige Gesundheits- und Krankenhaussystem geben. Dabei sollte insbesondere auf die Finanzierung, die Planung, das Personalwesen und die Qualitätssicherung eingegangen werden.
Der vierwöchige Aufenthalt im Gastland beinhaltet neben dem offiziellen Programm auch ein umfangreiches Sozialprogramm, in dem der Teilnehmer das Land und die Leute kennenlernt.
Im Anschluss an den Austausch findet ein dreitägiges Evaluationsmeeting in einem Mitgliedsland statt. Hier stellen die Teilnehmer der jeweiligen Länder ihre Erfahrungen unter dem jeweiligen Motto des Jahres vor. Jedes Land hält eine 15-minütige Präsentation vor den anderen Ländern, um die Erfahrungen zu teilen. Der Vortrag kann auf Englisch, Deutsch oder Französisch gehalten werden und wird simultan in die beiden anderen Sprachen übersetzt.